# معبد ژنگو
معبد ژنگو (چینی ساده: 镇国寺) یک معبد بودایی در ۱۰ کیلومتری شمال پینگ یائو در روستای هادونگسون، در استان شانشی، چین است. کهن‌ترین سالن معبد، سالن وانفو، در سال ۹۶۳ در طول فرمانروایی دودمان هان شمالی ساخته شد. مجسمه‌های داخل معبد تنها نمونه‌ها از مجسمه‌های بودایی سده ۱۰ میلادی در چین هستند.

## تاریخ
تاریخ معبد از سال ۹۶۳ میلادی آغاز می‌شود، که اشاره شد سالن ده‌هزار بودا (Wànfó diàn 万佛殿) در آن سال ساخته شد. این تاریخ برروی یک میله در معبد نوشته شده‌است و همین تاریخ در یک نوشته از تاریخ شهرستان پینگ یائو در سده ۱۹ میلادی اشاره شده‌است. یک سنگ یادبود در سال ۱۸۱۹ نیز این تاریخ را تأیید می‌کند. سالن وانفو کهن‌ترین سازه در معبد ژنگو است و تنها ساختمان باقی مانده از دودمان کم‌عمر هان شمالی است. اگرچه اطلاعات کمی دربارهٔ تاریخ معبد در دسترس است، سنگ یادبود اشاره داشت که در سال‌های ۱۵۴۰ و ۱۸۱۶ معبد بازسازی شده بود. در سال ۱۹۹۷، این مکان در کنار معبد شوانگلین و شهر پینگ یائو، به عنوان «شهر باستانی پینگ یائو» توسط یونسکو به عنوان یک میراث جهانی ثبت شد.

## چیدمان

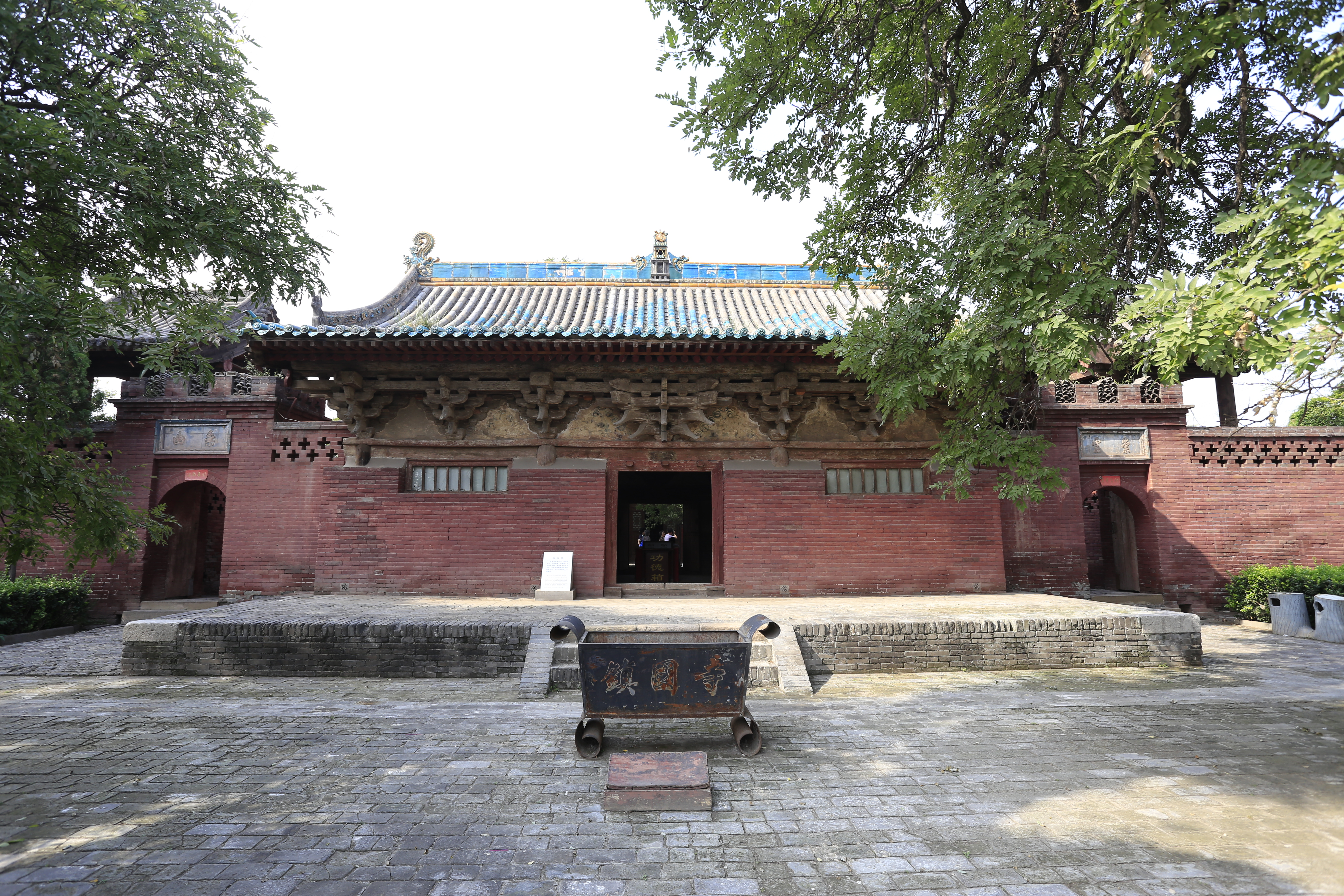
معبد ژنگو

معبد دو سالن اصلی و یک دروازه، همراه با دو حیاط میان سه ساختمان دارد. یک دیوار کل مجموعه معبد را احاطه کرده‌است. معبد در جنوب باز می‌شود و سالن تیانوانگ (天王殿) نقش دروازه معبد را دارد. سالن بعدی، در شمال، سالن ده‌هزار بودا است و آخرین سالن، سالن سانفو (三佛殿) نام دارد که پیشینه آن به دوران فرمانروایی دودمان چینگ می‌رسد. حیاط شمالی نیز دو دروازه کوچک‌تر به نام‌های گوانین (观音殿) و دیزانگ (地藏殿) دارد که پیشینه هر دو به دوران فرمانروایی دودمان مینگ می‌رسد. همچنین دو برج ناقوس در دو سوی سالن تیانوانگ قرار دارد.